# تاریخ مختصرالدول
تاریخ مختصرالدّول، کتابی در تاریخ عمومی به زبان عربی تألیف ابن عِبْری (۶۲۳-۶۸۵)، دانشمند و مورخ مسیحی یعقوبی.
ابن‌ عبري‌ تاريخ‌ خود را نخست‌ به‌ سريانى‌ نوشت‌ و آن‌ را مَحْتونوت‌ زونى‌ (أخبار الزمان‌) يا تاريخ‌ الأزمنة ناميد. سپس این کتاب را ترجمه و تلخیص کرده و در اواخر عمر در مراغه به درخواست دوستان مسلمان خویش، مطالب تازه‌ای در تاریخ اسلام و مغول به آن افزوده است.
این کتاب به دَه «دولت » (بخش) تقسیم می‌شود. هشت بخشِ نخست آن که یک سوم کتاب را در بر می‌گیرند، به ترتیب عبارت‌اند از: دولت اولیاء، در باره‌ی ویژگی‌ها و دستاوردهای فرهنگی ملل باستان و آفرینش آدم و حوّا و سرگذشت فرزندان آنان تا درگذشت موسی پیامبر یهود؛ دولت داوران بنی اسرائیل، شامل تاریخ بنی اسرائیل پس از موسی تا روزگار شموئیل پیامبر؛ دولت پادشاهان بنی اسرائیل، در باره‌ی سرگذشت بنی اسرائیل از زمان شموئیل تا لشکرکشی‌های بخت النصر آشوری به اورشلیم و اسارت یهودیان به دست او؛ دولت پادشاهان کَلدانی، در باره‌ی اوضاع روزگار بخت النصر و فرزندان او؛ دولت پادشاهان ایران، در باره‌ی سرگذشت پادشاهان هخامنشی طبق رویدادهای تاریخ یهود؛ دولت پادشاهان بت‌پرست یونانی، در باره‌ی دوره‌ی اسکندر و جانشینان او؛ دولت پادشاهان فرنگ، در باره‌ی تاریخ سرزمین روم از روزگار آوگوستوس تا زمان یوستی‌نیانوس سوم؛ و دولت پادشاهان مسیحی یونانی، شاملِ تاریخ فرمانروایی روم شرقی (بیزانس) از زمان تیبریوس تا روزگار هراکلیوس. 
بخش عمده‌ی تاریخ مختصرالدّول، با عنوان دولت نهم، دولت پادشاهان عرب مسلمان، در باره تاریخ جهان اسلام است که از زندگی محمد آغاز می‌شود و پس از ذکر خلفای راشدین تا پایان دوره‌ی عباسیان را در برمی‌گیرد. بخش پایانی کتاب نیز به دولت مغولان در زمان هولاکو، اباقا و ارغون اختصاص دارد. آخرین رویداد تاریخی کتاب، قتل شمس‌الدین جوینی به دستور ارغون در ۵ شعبان ۶۸۳ قمری است.
ابن عبری، پس از ابوریحان بیرونی، از معدود مورخان شرقی است که سیاهه‌ی کمابیش دقیقی را از پادشاهان هخامنشی آورده است. در این فهرست، نام چهارده پادشاه با ذکر مدت پادشاهی آنان و رویدادهای مهم روزگارشان طبق حوادث تاریخ یهود، از جمله آزاد شدن تبعیدیان یهودی به دستور کوروش، آمده است. بررسی متن و اشارات نویسنده آشکار می‌کند که وی مطالب کتاب را از منابع یونانی و لاتینی گرفته و آنها را با رویدادهای عهد عتیق تکمیل کرده است.
یکی از منابع عمده‌ی تاریخ اسلامی مورد استفاده‌ی ابن عبری، الکامل فی‌التاریخ ابن اثیر بوده، گر چه وی با منابع دیگر، به ویژه منابع سلجوقی، آشنا بوده است.
تاریخ مختصر الدّول نخستین بار در سال ۱۶۶۳ به کوشش ادوارد پوکاک به زبان لاتین ترجمه و در آکسفورد منتشر شد. حشمت‌الله ریاضی و محمدعلی تاج‌پور این کتاب را به فارسی ترجمه و در سال ۱۳۶۴ خورشیدی در تهران چاپ کردند. عبدالمحمد آیتی نیز آن را در اوایل دهه‌ی شصت به فارسی ترجمه کرده و در سال ۱۳۷۷ خورشیدی در تهران به چاپ رسانده است.